# Onthophagus bonsae
Onthophagus bonsae är en skalbaggsart som beskrevs av Mario Zunino 1976. Onthophagus bonsae ingår i släktet Onthophagus och familjen bladhorningar. Inga underarter finns listade i Catalogue of Life.